# 올란드 지역의회
올란드 지역의회(스웨덴어: Ålands Lagting, 핀란드어: Ahvenanmaan maakuntapäivät 아베난만 마쿤타패이배트[*])는 올란드 제도의 입법부이다.

## 같이 보기
- 핀란드 의회
- 핀란드의 정치
- 팅그